# Chronische ziekte
Een chronische ziekte is een ziekte die lange tijd voortduurt. In Nederland wordt, afhankelijk van de ziekte, een termijn van het aanhouden van de klacht van langer dan zes weken tot zes maanden gehanteerd. In Vlaanderen hanteert het RIZIV de definitie een ziekte die een continue of repetitieve behandeling van minstens zes maanden noodzaakt. Dit is ook de termijn die de geneesheer-specialist moet vermelden in het attest om ouders recht te geven op tijdelijk onderwijs aan huis voor hun chronisch ziek kind. In het algemeen taalgebruik wordt echter soms al van een chronische ziekte gesproken als deze minstens drie maanden aanhoudt.
Chronische aandoeningen kunnen over het algemeen niet door vaccins worden tegengegaan of door medicijnen worden genezen. Evenmin verdwijnen zij automatisch.
Nederland telt 5,2 miljoen mensen met een chronische ziekte, 1,8 miljoen Nederlanders hebben er meerdere tegelijk. Van de ouderen boven de 75 jaar heeft 80% minimaal één chronische aandoening. Schadelijk gezondheidsgedrag – in het bijzonder tabaksgebruik, gebrek aan fysieke activiteit, en slechte eetgewoonten – bevorderen het ontstaan van een aantal chronische ziekten.
Chronische ziekten neigen ertoe naarmate de leeftijd vordert meer voor te komen. De belangrijke chronische aandoeningen in ontwikkelde landen omvatten:
- artrose
- astma
- cardiovasculaire ziekten zoals hartaanvallen
- diabetes
- epilepsie
- kanker
- reuma
- zwaarlijvigheid

Ook op psychiatrisch gebied bestaan chronische ziekten.

## Chronische ziekten bij kinderen

### Onderzochte interventies
Het opvoeden van een kind met een chronische ziekte kan leiden tot stress, verdriet of familiale conflicten. Een Cochrane-review bekeek of psychologische interventies ouders leren hun gedrag aan te passen om zo het welzijn van alle gezinsleden te verhogen. De onderzoekers vergeleken deze interventies met ouders die niet standaard zorg kregen of op een wachtlijst stonden. De resultaten toonden dat psychologische therapie de mentale toestand van ouders van kinderen met kanker en mogelijk van kinderen met chronische pijn verbetert. Daarnaast verbetert psychologische therapie waarschijnlijk het ouderlijke gedrag van ouders van kinderen met chronische pijn en mogelijks ook met andere aandoeningen. Cognitieve gedragstherapie en probleemoplossende therapie verbeteren waarschijnlijk het het ouderlijk gedrag en probleemoplossende therapie verbetert de mentale toestand van de ouders.